# Nokia 5310
Nokia 5310 är en musikmobil från Nokia. Telefonen ingår i Nokias XpressMusic-serie.

## Historia
Telefonen annonserades i slutet av augusti 2007 och började säljas under hösten 2007. Den bygger på S40-plattformen.

### Bildhantering
Telefonen har en inbyggd 2-megapixelkamera och en digital zoom. Den saknar autofokus och belysningsmöjligheter som fotolampa eller blixt.

### Multimedia
Telefonen har särskilda knappar för den inbyggda musikspelaren. Det finns stöd för ljudformaten MP3, WMA och RealAudio.
och mpeg4, mpeg, mpeg1 2 3-4 och så vidare alla mpeg eller mpg

### Internet
En inbyggd webbläsare med WAP-stöd finns. Telefonen fungerar för antingen GSM (HSCSD), GPRS eller EDGE.